# Metalink

Logomarca

Metalink é um conjunto de padrões para programas de download (gerenciadores de downloads, clientes BitTorrent, navegadores, clientes FTP, e programas P2P). Para facilitar os downloads, ele armazena vários endereços de um mesmo arquivo (FTP/HTTP/P2P) em um único arquivo (com a extensão ".metalink"). Com isso partes de cada arquivo podem ser baixadas de vários locais simultaneamente (conhecido como download acelerado/multi-threaded/segmentado]). Uma conexão rápida de internet resulta em downloads mais rápidos e confiáveis que os downloads segmentados utilizando um único servidor. Outras características incluem verificação automática dos downloads concluídos (checksum) e seleção automática do sistema operacional/idioma. Metalinks podem ser utilizado de modo que sejam compatíveis com os hyperlinks convencionais, com isso programas que não suportam metalink utilizarão uma URL direta para o arquivo, e programas que o suportam utilizarão uma URL para o arquivo metalink. O formato para isso será http://URL#!metalink3!http://URLtoMetalink.
Metalink é extensível, e suporta verificação MD5 e SHA-1 em conjunto de assinaturas PGP. Além de FTP, HTTP e rsync, ele também suporta BitTorrent, ed2k, e Magnet Link.
Atualmente, o projeto OpenOffice.org usa metalinks para distribuir seus programas de escritório.

## Programas que suportam metalinks
- aria2
- FlashGot
- GetRight 6
- Speed Download
- wxDownload Fast
- Orbit Downloader
- Free Download Manager

## Exemplo
Exemplo de um arquivo do tipo arquivo.metalink. Metalink são arquivos de texto XML.
```
 <metalink version="3.0" xmlns="
http://www.metalinker.org/
">
   <files>
     <file name="example.ext">
     <verification>
       <hash type="md5">example-md5-hash</hash>
       <hash type="sha1">example-sha1-hash</hash>
     </verification>
     <resources>
       <url type="ftp">
ftp://ftp.example1.com/example.ext
</url>
       <url type="ftp">
ftp://ftp.example2.com/example.ext
</url>
       <url type="http">
http://www.example1.com/example.ext
</url>
       <url type="http">
http://www.example2.com/example.ext
</url>
       <url type="http">
http://www.example3.com/example.ext
</url>
       <url type="bittorrent">
http://www.ex.com/example.ext.torrent
</url>
       <url type="magnet"/>
       <url type="ed2k"/>
     </resources>
     </file>
   </files>
 </metalink>
```